# زمین‌لرزه ۱۹۴۰ پرو
زمین‌لرزه پرو  در تاریخ ۲۴ مه ۱۹۴۰ میلادی، برابر با ‎۳ خرداد ۱۳۱۹، ساعت ۱۶:۳۳:۵۸ به زمان یوتی‌سی در پرو رخ داد. ژرفای این زلزله ۵۰٫۱ کیلومتر بود. بزرگی آن ۷٫۵ در مقیاس Mw اعلام شده‌است. زمین‌لرزه به وقت محلی در روز جمعه، ساعت ۱۱ روی داده و منطقه زمانی آن یوتی‌سی -۵ بوده‌است .
سازمان زمین‌شناسی آمریکا نیز جای این زمین‌لرزه را در مختصات ۱۰°۳۰′جنوبی ۷۷°۰۰′غربی / ۱۰٫۵°جنوبی ۷۷°غربی و بزرگی آنرا برابر با ۸٫۲ در مقیاس ریشتر اعلام کرده‌است. ژرفای گزارش شده از سوی این سازمان ۶۰ کیلومتر می‌باشد.
تعداد زخمیان ۳۵۰۰ نفر برآورده شده‌است.سونامی نیز در این زلزله گزارش شده‌است.